# Església de Borgund
|  | Aquest article tracta sobre la nova església de 1868. Si cerqueu l'església de fusta del segle XII, vegeu «Església de fusta de Borgund». |

L'Església de Borgund (noruec: Borgund kyrkje) és una església parroquial de l'Església de Noruega al municipi de Lærdal, al comtat de Vestland, Noruega. Està situada al poble de Borgund. És l'església de la parròquia de Borgund, que forma part del Sogn prosti (deganat) de la diòcesi de Bjørgvin. L'església de fusta vermella va ser construïda amb un disseny d'església allargada i en estil dragestil el 1868 utilitzant plànols dibuixats per l'arquitecte Christian Christie. L'església té capacitat per a unes 175 persones.

## Història

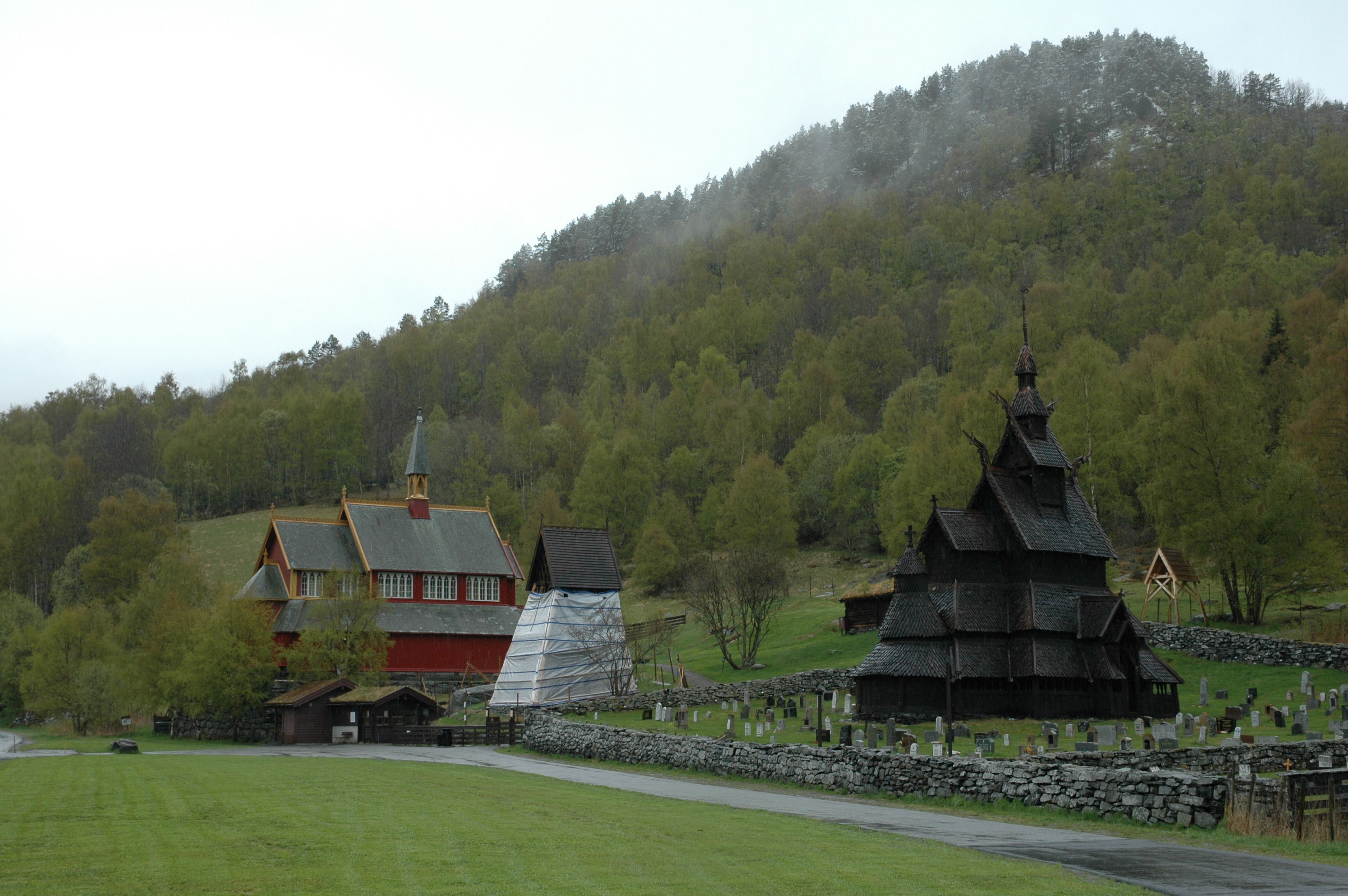
L'Església de Borgund i la veïna església de fusta de Borgund.

L'església va ser construïda el 1868 per substituir l'antiga església de fusta de Borgund, situada just al costat. La nova església va ser consagrada el 28 d'agost de 1868 pel pastor Henning Frimann Dahl. L'església es va construir perquè l'antiga església de fusta era massa petita per a la parròquia, així que es va construir la nova església i l'antiga es va convertir en un museu. Christian Christie va dissenyar un nou edifici inspirat en una església de fusta i els principals constructors van ser F. Gade i C. Aghte.
En un acord negociat entre el sacerdot local i el consell municipal, la Societat per a la Preservació dels Monuments Antics Noruecs va pagar dos terços del cost de la nova església i, a canvi, es va fer càrrec de l'antiga església de fusta. Després que la construcció s'acabés, hi va haver cert desacord entre el municipi i la Societat, de manera que la transferència real de la propietat no es va produir fins al 1877. El 1948, l'església va rebre il·luminació elèctrica.